# Corydalis brevipedunculata
Corydalis brevipedunculata är en vallmoväxtart som först beskrevs av Z. Y. Su, och fick sitt nu gällande namn av Z. Y. Su och M. Liden. Corydalis brevipedunculata ingår i släktet nunneörter, och familjen vallmoväxter. Inga underarter finns listade i Catalogue of Life.